# Volkswagen ID.2all
Volkswagen ID.2all este un concept electric prezentat pentru prima dată public pe 15 martie 2023. Previzualizează o versiune de producție care va fi lansată pe piața europeană în 2025.
ID.2all folosește o versiune scurtată a platformei electrice MEB, cu o autonomie de 450 km și producând 166 kW (223 CP), cu un timp de 0-100 km/h de 7 secunde.